# Cheiracanthium potanini
Cheiracanthium potanini är en spindelart som beskrevs av Schenkel 1963. Cheiracanthium potanini ingår i släktet Cheiracanthium och familjen sporrspindlar. Inga underarter finns listade i Catalogue of Life.